# 井上雄一
井上雄一（いのうえ ゆういち、1956年- ）は、日本の医師・医学者。

## 人物・来歴
鳥取県生まれ。1982年東京医科大学卒業、1987年鳥取大学大学院修了、「炭酸脱水酵素阻害剤の睡眠時無呼吸症候群に及ぼす影響」で医学博士。鳥取大学医学部神経精神医学助手、1994年講師、1999年順天堂大学医学部精神医学講師、2003年代々木睡眠クリニック院長、2008年東京医科大学睡眠学講座教授、2011年医療法人社団絹和会理事長。睡眠のほか、レストレスレッグズ症候群も専門。

## 著書
- 『ササッとわかる「睡眠障害」解消法』 (図解大安心シリーズ 見やすい・すぐわかる) 講談社, 2007.7
- 『眠りを治す 熟眠できるハウツー&治療』(ホーム・メディカ・ビジュアルブック) 小学館, 2008.3
- 『脚がむずむずしたら読む本 眠れない…イライラする…』メディカルトリビューン, 2011.10
- 『高齢者の睡眠を守る 睡眠障害の理解と対応』ワールドプランニング, 2014.5

### 共編著・監修
- 『精神科治療の理論と技法 薬物療法と生理学的治療』岸本朗共編著. 星和書店, 1999.7
- 『一般医のための睡眠臨床ガイドブック』菱川泰夫監修, 編. 医学書院, 2001.3
- 『睡眠時呼吸障害update :エビデンス・課題・展望』山城義広共編著. 日本評論社, 2002.9
- 『睡眠障害診療マニュアル 症例からみた診断と治療のすすめ方』久保木富房共監修. ライフ・サイエンス, 2003.6
- 『睡眠時呼吸障害update 2006』山城義広共編著. 日本評論社, 2006.9
- 『睡眠のリズム よりよい眠りのためにできること』(もっと知ろうからだのこと 駒田陽子共監修, おだぎみをマンガ. インタープレス, 2007.12
- 『レストレスレッグス症候群(RLS) だからどうしても脚を動かしたい』内村直尚,平田幸一共編. アルタ出版, 2008.1
- 『眠気の科学 そのメカニズムと対応』林光緒共編. 朝倉書店, 2011.1
- 『睡眠呼吸障害update 2011』山城義広共編著. ライフ・サイエンス, 2011.2
- 『睡眠教室 夜の病気たち』宮崎総一郎共編著. 新興医学出版社, 2011.5
- 『不眠・快眠 必ず見つける!わたしらしい眠り』(毎日ムック) 監修. 毎日新聞社, 2011.8
- 『認知行動療法で改善する不眠症 薬を手放し、再発を防ぐ』岡島義共著. すばる舎, 2012.2
- 『不眠の科学』岡島義共編. 朝倉書店, 2012.6
- 『睡眠障害で眠れない夜の不安をみるみる解消する200%の基本ワザ 誰でもスグできる!』監修. 日東書院本社, 2013.1
- 『子どもの睡眠ガイドブック 眠りの発達と睡眠障害の理解』駒田陽子共編. 朝倉書店, 2019.7

翻訳
- デービッド・J.ナット, ジェームズ・C.バレンジャー, ジャンーピエール・レピーヌ編『パニック障害 病態から治療まで』久保木富房,不安・抑うつ臨床研究会共編訳. 日本評論社, 2001.6